# Anfiteatro Gibson
O Anfiteatro Gibson (em inglês:  Gibson Amphitheatre), antigo Universal Amphitheatre, foi um anfiteatro localizado na Universal City, Califórnia. Foi construído em 1972 como um teatro descoberto, mas foi remodelado em um teatro indoor (fechado) em 1982. O Anfiteatro Gibson tinha capacidade para 6 189 pagantes, incluindo 6 089 cadeiras (3 900 no nível principal e 2 189 no andar superior). No momento em que foi fechado, era o terceiro maior anfiteatro da Califórnia, somente atrás do Shrine Auditorium e do Verizon Theatre at Grand Prairie, havendo outros dois teatros sem teto em Los Angeles com capacidade superior. O local era conhecido por sua excelente acústica e iluminação, considerado um dos melhores anfiteatros dos Estados Unidos na época. O teatro foi conhecido como Universal Amphitheatre até ser modernizado em 2005 e seus direitos comprados pela Gibson Guitar Corporation.
Grandes eventos aconteceram no Gibson Amphitheatre como o WWE Hall of Fame de 2005, o MTV Movie Awards de 2009 e shows de vários músicos importantes como Sting, Madonna, John Denver, Grateful Dead, Elton John, David Bowie, Frank Sinatra, Bette Midler, Frank Zappa, Depeche Mode, Eric Clapton, Paramore, Gorillaz, No Doubt, RBD e muitos outros, assim como o Teen Choice Awards, que acontecia lá anualmente.
Em 6 de dezembro de 2011, foi anunciado que o Anfiteatro Gibson seria fechado e demolido para dar lugar ao The Wizarding World of Harry Potter, um parque temático da Universal Studios Hollywood. A última apresentação no anfiteatro foi do cantor Pepe Aguilar, em 6 de setembro de 2013.